# Wereldkampioenschappen biatlon 2019
De wereldkampioenschappen biatlon 2019 werden van 7 tot en met 17 maart 2019 gehouden in het Zweedse Östersund. Na de kampioenschappen van 1970 en 2008 was het de derde keer dat de wereldkampioenschappen biatlon in Östersund plaatsvonden. 
De gemengde estafette met één vrouwelijke en één mannelijke atleet (single-mixed-relay) staat voor het eerst op het programma van de wereldkampioenschappen.
De resultaten van de wereldkampioenschappen tellen ook mee voor de wereldbeker.

## Wedstrijdschema
| Datum    | Lokale tijd   | Mannen                                   | Vrouwen                                  |
| -------- | ------------- | ---------------------------------------- | ---------------------------------------- |
| 7 maart  | 16:15         | 2 x 6 km + 2 x 7,5 km gemengde estafette | 2 x 6 km + 2 x 7,5 km gemengde estafette |
| 8 maart  | 16:15         |                                          | 7,5 km sprint                            |
| 9 maart  | 16:30         | 10 km sprint                             |                                          |
| 10 maart | 16:30 / 13:45 | 12,5 km achtervolging                    | 10 km achtervolging                      |
| 12 maart | 15:30         |                                          | 15 km individueel                        |
| 13 maart | 16:10         | 20 km individueel                        |                                          |
| 14 maart | 17:10         | 1 x 6 km + 1 x 7,5 km gemengde estafette | 1 x 6 km + 1 x 7,5 km gemengde estafette |
| 16 maart | 16:30 / 13:15 | 4 x 7,5 km estafette                     | 4 x 6 km estafette                       |
| 17 maart | 16:00 / 13:15 | 15 km massastart                         | 12,5 km massastart                       |

## Medailles

### Mannen
| Onderdeel             | Goud                                                                                     | Goud      | Zilver                                                      | Zilver    | Brons                                                                      | Brons     |
| --------------------- | ---------------------------------------------------------------------------------------- | --------- | ----------------------------------------------------------- | --------- | -------------------------------------------------------------------------- | --------- |
| 20 km individueel     | Arnd Peiffer Duitsland                                                                   | 52.42,4   | Vladimir Iliev Bulgarije                                    | 53.51,1   | Tarjei Bø Noorwegen                                                        | 53.51,5   |
| 10 km sprint          | Johannes Thingnes Bø Noorwegen                                                           | 24.37,6   | Aleksandr Loginov Rusland                                   | 24.51,3   | Quentin Fillon Maillet Frankrijk                                           | 24.54,1   |
| 12,5 km achtervolging | Dmytro Pydroetsjnyi Oekraïne                                                             | 31.54,1   | Johannes Thingnes Bø Noorwegen                              | 32.02,4   | Quentin Fillon Maillet Frankrijk                                           | 32.11,8   |
| 15 km massastart      | Dominik Windisch Italië                                                                  | 40.54,1   | Antonin Guigonnat Frankrijk                                 | 41.16,9   | Julian Eberhard Oostenrijk                                                 | 41.17,4   |
| 4×7,5 km estafette    | Noorwegen Lars Helge Birkeland Vetle Sjåstad Christiansen Tarjei Bø Johannes Thingnes Bø | 1:12.03,7 | Duitsland Erik Lesser Roman Rees Arnd Peiffer Benedikt Doll | 1:12.41,8 | Rusland Matvej Jelisejev Nikita Porsjnev Dmitri Malysjko Aleksandr Loginov | 1:13.07,8 |

### Vrouwen
| Onderdeel           | Goud                                                                                      | Goud      | Zilver                                                       | Zilver    | Brons                                                                      | Brons     |
| ------------------- | ----------------------------------------------------------------------------------------- | --------- | ------------------------------------------------------------ | --------- | -------------------------------------------------------------------------- | --------- |
| 15 km individueel   | Hanna Öberg Zweden                                                                        | 43.10,4   | Lisa Vittozzi Italië                                         | 43.34,0   | Justine Braisaz Frankrijk                                                  | 43.42,9   |
| 7,5 km sprint       | Anastasiya Kuzmina Slowakije                                                              | 22.17,5   | Ingrid Landmark Tandrevold Noorwegen                         | 22.27,2   | Laura Dahlmeier Duitsland                                                  | 22.30,1   |
| 10 km achtervolging | Denise Herrmann Duitsland                                                                 | 31.45,9   | Tiril Eckhoff Noorwegen                                      | 32.17,3   | Laura Dahlmeier Duitsland                                                  | 32.17,5   |
| 12,5 km massastart  | Dorothea Wierer Italië                                                                    | 37.26,4   | Jekaterina Joerlova-Percht Rusland                           | 37.31,3   | Denise Herrmann Duitsland                                                  | 37.41,8   |
| 4×6 km estafette    | Noorwegen Synnøve Solemdal Ingrid Landmark Tandrevold Tiril Eckhoff Marte Olsbu Røiseland | 1:12.00,1 | Zweden Linn Persson Mona Brorsson Anna Magnusson Hanna Öberg | 1:12.24,4 | Oekraïne Anastasia Merkoesjyna Vita Semerenko Joelia Dzjyma Valj Semerenko | 1:12.35,2 |

### Gemengd
| Onderdeel          | Goud                                                                                          | Goud      | Zilver                                                            | Zilver    | Brons                                                             | Brons     |
| ------------------ | --------------------------------------------------------------------------------------------- | --------- | ----------------------------------------------------------------- | --------- | ----------------------------------------------------------------- | --------- |
| Single-Mixed-Relay | Noorwegen Marte Olsbu Røiseland Johannes Thingnes Bø                                          | 35.43,2   | Italië Dorothea Wierer Lukas Hofer                                | 35.56,6   | Zweden Hanna Öberg Sebastian Samuelsson                           | 36.03,2   |
| Gemengde estafette | Noorwegen Marte Olsbu Røiseland Tiril Eckhoff Johannes Thingnes Bø Vetle Sjåstad Christiansen | 1:17.41,4 | Duitsland Vanessa Hinz Denise Herrmann Arnd Peiffer Benedikt Doll | 1:17.54,5 | Italië Lisa Vittozzi Dorothea Wierer Lukas Hofer Dominik Windisch | 1:18.51,0 |

### Medailleklassement
| Plaats | Land       | Goud | Zilver | Brons | Totaal |
| 1      | Noorwegen  | 5    | 3      | 1     | 9      |
| 2      | Duitsland  | 2    | 2      | 3     | 7      |
| 3      | Italië     | 2    | 2      | 1     | 5      |
| 4      | Zweden     | 1    | 1      | 1     | 3      |
| 5      | Oekraïne   | 1    | 0      | 1     | 2      |
| 6      | Slowakije  | 1    | 0      | 0     | 1      |
| 7      | Frankrijk  | 0    | 1      | 3     | 4      |
| 8      | Rusland    | 0    | 2      | 1     | 3      |
| 9      | Bulgarije  | 0    | 1      | 0     | 1      |
| 10     | Oostenrijk | 0    | 0      | 1     | 1      |
| Totaal | Totaal     | 12   | 12     | 12    | 36     |

## Uitslagen

### Individueel
| 20 km mannen | 20 km mannen               | 20 km mannen | 20 km mannen  | 20 km mannen |
| #            | Naam                       | Land         | Straf         | Tijd         |
| ------------ | -------------------------- | ------------ | ------------- | ------------ |
| Goud         | Arnd Peiffer               | GER          | 0 – 0 – 0 – 0 | 52.42,4      |
| Zilver       | Vladimir Iliev             | BUL          | 0 – 1 – 0 – 0 | + 1.08,7     |
| Brons        | Tarjei Bø                  | NOR          | 0 – 1 – 0 – 0 | + 1.09,1     |
| 4            | Sebastian Samuelsson       | SWE          | 0 – 0 – 1 – 0 | + 1.35,7     |
| 5            | Lukas Hofer                | ITA          | 0 – 1 – 1 – 0 | + 1.53,2     |
| 6            | Simon Desthieux            | FRA          | 0 – 2 – 0 – 1 | + 1.54,0     |
| 7            | Jevgeni Garanitsjev        | RUS          | 0 – 0 – 1 – 0 | + 1.56,5     |
| 8            | Vetle Sjåstad Christiansen | NOR          | 0 – 0 – 0 – 0 | + 1.59,2     |
| 9            | Johannes Thingnes Bø       | NOR          | 0 – 2 – 1 – 0 | + 2.00,8     |
| 10           | Benedikt Doll              | GER          | 0 – 1 – 1 – 1 | + 2.03,5     |

| 15 km vrouwen | 15 km vrouwen          | 15 km vrouwen | 15 km vrouwen | 15 km vrouwen |
| #             | Naam                   | Land          | Straf         | Tijd          |
| ------------- | ---------------------- | ------------- | ------------- | ------------- |
| Goud          | Hanna Öberg            | SWE           | 0 – 0 – 0 – 0 | 43.10,4       |
| Zilver        | Lisa Vittozzi          | ITA           | 0 – 0 – 0 – 0 | + 23,6        |
| Brons         | Justine Braisaz        | FRA           | 0 – 0 – 1 – 0 | + 32,5        |
| 4             | Laura Dahlmeier        | GER           | 0 – 0 – 1 – 0 | + 39,5        |
| 5             | Paulina Fialková       | SVK           | 0 – 0 – 0 – 1 | + 45,5        |
| 6             | Mona Brorsson          | SWE           | 1 – 0 – 0 – 0 | + 49,9        |
| 7             | Lisa Hauser            | AUT           | 0 – 0 – 0 – 0 | + 53,7        |
| 8             | Dorothea Wierer        | ITA           | 0 – 2 – 0 – 0 | + 1.06,7      |
| 9             | Selina Gasparin        | SUI           | 0 – 1 – 0 – 0 | + 1.59,5      |
| 10            | Anastasiya Merkoesjyna | UKR           | 0 – 0 – 0 – 1 | + 2.04,6      |

### Sprint
| 10 km mannen | 10 km mannen           | 10 km mannen | 10 km mannen | 10 km mannen |
| #            | Naam                   | Land         | Straf        | Tijd         |
| ------------ | ---------------------- | ------------ | ------------ | ------------ |
| Goud         | Johannes Thingnes Bø   | NOR          | 0 – 1        | 24.37,6      |
| Zilver       | Aleksandr Loginov      | RUS          | 0 – 0        | + 13,7       |
| Brons        | Quentin Fillon Maillet | FRA          | 0 – 0        | + 16,5       |
| 4            | Dmytro Pidroetsjnyi    | UKR          | 0 – 0        | + 16,8       |
| 5            | Simon Desthieux        | FRA          | 0 – 0        | + 24,8       |
| 6            | Martin Fourcade        | FRA          | 0 – 0        | + 32,5       |
| 7            | Erlend Bjøntegaard     | NOR          | 0 – 0        | + 34,8       |
| 8            | Erik Lesser            | GER          | 0 – 0        | + 44,7       |
| 9            | Arnd Peiffer           | GER          | 0 – 1        | + 47,3       |
| 10           | Benjamin Weger         | SUI          | 0 – 0        | + 49,8       |

| 7,5 km vrouwen | 7,5 km vrouwen             | 7,5 km vrouwen | 7,5 km vrouwen | 7,5 km vrouwen |
| #              | Naam                       | Land           | Straf          | Tijd           |
| -------------- | -------------------------- | -------------- | -------------- | -------------- |
| Goud           | Anastasiya Kuzmina         | SVK            | 1 – 0          | 22.17,5        |
| Zilver         | Ingrid Landmark Tandrevold | NOR            | 0 – 0          | + 9,7          |
| Brons          | Laura Dahlmeier            | GER            | 0 – 0          | + 12,6         |
| 4              | Hanna Öberg                | SWE            | 1 – 0          | + 13,2         |
| 5              | Mona Brorsson              | SWE            | 0 – 1          | + 21,7         |
| 6              | Denise Herrmann            | GER            | 0 – 2          | + 23,9         |
| 7              | Markéta Davidová           | CZE            | 1 – 0          | + 26,5         |
| 8              | Jekaterina Joerlova-Percht | RUS            | 0 – 1          | + 31,4         |
| 9              | Tiril Eckhoff              | NOR            | 1 – 1          | + 32,6         |
| 10             | Dorothea Wierer            | ITA            | 2 – 0          | + 33,2         |

### Achtervolging
| 12,5 km mannen | 12,5 km mannen         | 12,5 km mannen | 12,5 km mannen | 12,5 km mannen |
| #              | Naam                   | Land           | Straf          | Tijd           |
| -------------- | ---------------------- | -------------- | -------------- | -------------- |
| Goud           | Dmytro Pidroetsjnyi    | UKR            | 2 – 0 – 0 – 0  | 31.54,1        |
| Zilver         | Johannes Thingnes Bø   | NOR            | 0 – 1 – 1 – 3  | + 8,3          |
| Brons          | Quentin Fillon Maillet | FRA            | 2 – 0 – 0 – 1  | + 17,7         |
| 4              | Tarjei Bø              | NOR            | 0 – 0 – 0 – 1  | + 18,4         |
| 5              | Martin Fourcade        | FRA            | 0 – 0 – 2 – 0  | + 27,8         |
| 6              | Andrejs Rastorgujevs   | LAT            | 0 – 0 – 1 – 0  | + 40,8         |
| 7              | Antonin Guigonnat      | FRA            | 0 – 0 – 0 – 2  | + 47,3         |
| 8              | Benjamin Weger         | SUI            | 0 – 0 – 2 – 1  | + 47,8         |
| 9              | Jevgeni Garanitsjev    | RUS            | 0 – 0 – 0 – 1  | + 48,3         |
| 10             | Simon Eder             | AUT            | 0 – 0 – 0 – 0  | + 49,3         |

| 10 km vrouwen | 10 km vrouwen              | 10 km vrouwen | 10 km vrouwen | 10 km vrouwen |
| #             | Naam                       | Land          | Straf         | Tijd          |
| ------------- | -------------------------- | ------------- | ------------- | ------------- |
| Goud          | Denise Herrmann            | GER           | 0 – 0 – 2 – 0 | 31.45,9       |
| Zilver        | Tiril Eckhoff              | NOR           | 0 – 0 – 2 – 0 | + 31,4        |
| Brons         | Laura Dahlmeier            | GER           | 0 – 0 – 1 – 0 | + 31,6        |
| 4             | Marte Olsbu Røiseland      | NOR           | 2 – 0 – 1 – 1 | + 1.35,0      |
| 5             | Hanna Öberg                | SWE           | 1 – 1 – 1 – 2 | + 1.35,0      |
| 6             | Anastasiya Kuzmina         | SVK           | 2 – 2 – 2 – 1 | + 1.41,3      |
| 7             | Mona Brorsson              | SWE           | 0 – 0 – 0 – 4 | + 1.47,2      |
| 8             | Ingrid Landmark Tandrevold | NOR           | 0 – 1 – 2 – 1 | + 2.01,2      |
| 9             | Jevgenia Pavlova           | RUS           | 0 – 0 – 0 – 1 | + 2.14,3      |
| 10            | Lisa Vittozzi              | ITA           | 3 – 3 – 0 – 0 | + 2.32,2      |

### Massastart
| 15 km mannen | 15 km mannen           | 15 km mannen | 15 km mannen  | 15 km mannen |
| #            | Naam                   | Land         | Straf         | Tijd         |
| ------------ | ---------------------- | ------------ | ------------- | ------------ |
| Goud         | Dominik Windisch       | ITA          | 1 – 1 – 1 – 0 | 40.54,1      |
| Zilver       | Antonin Guigonnat      | FRA          | 2 – 0 – 0 – 1 | + 22,8       |
| Brons        | Julian Eberhard        | AUT          | 0 – 0 – 3 – 1 | + 23,3       |
| 4            | Aleksandr Loginov      | RUS          | 0 – 3 – 2 – 0 | + 27,4       |
| 5            | Quentin Fillon Maillet | FRA          | 1 – 1 – 1 – 1 | + 33,2       |
| 6            | Arnd Peiffer           | GER          | 0 – 0 – 2 – 2 | + 39,6       |
| 7            | Simon Eder             | AUT          | 0 – 0 – 0 – 1 | + 43,9       |
| 8            | Benedikt Doll          | GER          | 0 – 1 – 1 – 3 | + 44,4       |
| 9            | Tarjei Bø              | NOR          | 0 – 0 – 3 – 2 | + 47,9       |
| 10           | Dmytro Pydroetsjnyi    | UKR          | 0 – 0 – 1 – 2 | + 48,2       |

| 12,5 km vrouwen | 12,5 km vrouwen            | 12,5 km vrouwen | 12,5 km vrouwen | 12,5 km vrouwen |
| #               | Naam                       | Land            | Straf           | Tijd            |
| --------------- | -------------------------- | --------------- | --------------- | --------------- |
| Goud            | Dorothea Wierer            | ITA             | 0 – 0 – 0 – 2   | 37.26,4         |
| Zilver          | Jekaterina Joerlova-Percht | RUS             | 0 – 0 – 1 – 1   | + 4,9           |
| Brons           | Denise Herrmann            | GER             | 0 – 1 – 2 – 1   | + 15,4          |
| 4               | Hanna Öberg                | SWE             | 0 – 1 – 2 – 0   | + 52,7          |
| 5               | Tiril Eckhoff              | NOR             | 1 – 1 – 1 – 1   | + 57,7          |
| 6               | Laura Dahlmeier            | GER             | 2 – 1 – 0 – 1   | + 1.03,4        |
| 7               | Marte Olsbu Røiseland      | NOR             | 1 – 0 – 1 – 2   | + 1.10,1        |
| 8               | Lisa Vittozzi              | ITA             | 3 – 1 – 0 – 0   | + 1.11,2        |
| 9               | Linn Persson               | SWE             | 1 – 1 – 1 – 0   | + 1.29,7        |
| 10              | Joanne Reid                | USA             | 1 – 1 – 1 – 1   | + 1.32,1        |

### Estafette
| 4 x 7,5 km mannen | 4 x 7,5 km mannen                                                              | 4 x 7,5 km mannen | 4 x 7,5 km mannen               | 4 x 7,5 km mannen |
| #                 | Naam                                                                           | Land              | Straf                           | Tijd              |
| ----------------- | ------------------------------------------------------------------------------ | ----------------- | ------------------------------- | ----------------- |
| Goud              | Lars Helge Birkeland Vetle Sjåstad Christiansen Tarjei Bø Johannes Thingnes Bø | NOR               | 0+1 0+0 0+0 0+0 0+0 0+2 0+0 0+3 | 1:12.03,7         |
| Zilver            | Erik Lesser Roman Rees Arnd Peiffer Benedikt Doll                              | GER               | 0+1 0+1 0+1 0+2 0+0 0+1 0+1 0+1 | + 38,1            |
| Brons             | Matvej Jelisejev Nikita Porsjnev Dmitri Malysjko Aleksandr Loginov             | RUS               | 0+0 0+2 0+1 0+1 0+2 0+1 0+0 0+0 | + 1.04,7          |
| 4                 | Michal Šlesingr Ondřej Moravec Tomáš Krupčík Michal Krčmář                     | CZE               | 0+0 0+2 0+2 0+0 0+0 0+0 0+1 0+1 | + 1.20,7          |
| 5                 | Miha Dovžan Jakov Fak Klemen Bauer Rok Tršan                                   | SLO               | 0+2 0+1 0+0 0+0 0+0 0+2 0+0 0+0 | + 1.22,4          |
| 6                 | Antonin Guigonnat Quentin Fillon Maillet Simon Desthieux Martin Fourcade       | FRA               | 0+1 0+2 0+1 0+0 0+1 1+3 0+0 2+3 | + 1.37,2          |
| 7                 | Fredrik Lindström Jesper Nelin Martin Ponsiluoma Sebastian Samuelsson          | SWE               | 0+1 0+0 0+2 0+1 0+1 0+1 0+3 0+2 | + 1.37,4          |
| 8                 | Felix Leitner Simon Eder Dominik Landertinger Julian Eberhard                  | AUT               | 0+0 0+1 0+0 0+0 0+3 0+1 0+0 1+3 | + 2.00,1          |
| 9                 | Krasimir Anev Anton Sinapov Dimitar Gerdzjikov Vladimir Iliev                  | BUL               | 0+0 0+1 0+1 0+2 0+3 0+0 0+1 0+1 | + 2.03,9          |
| 10                | Anton Smolski Raman Jaliotnau Sergej Botsjarnikov Vladimir Tsjepelin           | BLR               | 0+1 0+1 0+3 0+0 0+0 0+1 0+0 0+3 | + 2.04,0          |

| 4 x 6 km vrouwen | 4 x 6 km vrouwen                                                                | 4 x 6 km vrouwen | 4 x 6 km vrouwen                | 4 x 6 km vrouwen |
| #                | Naam                                                                            | Land             | Straf                           | Tijd             |
| ---------------- | ------------------------------------------------------------------------------- | ---------------- | ------------------------------- | ---------------- |
| Goud             | Synnøve Solemdal Ingrid Landmark Tandrevold Tiril Eckhoff Marte Olsbu Røiseland | NOR              | 0+2 0+0 0+0 0+0 0+2 1+3 0+1 0+0 | 1.12.00,1        |
| Zilver           | Linn Persson Mona Brorsson Anna Magnusson Hanna Öberg                           | SWE              | 0+0 0+0 0+0 0+1 0+0 0+0 0+2 0+3 | + 24,3           |
| Brons            | Anastasia Merkoesjyna Vita Semerenko Joelia Dzjyma Valj Semerenko               | UKR              | 0+0 0+0 0+1 0+0 0+0 0+2 0+1 0+1 | + 35,1           |
| 4                | Vanessa Hinz Franziska Hildebrand Denise Herrmann Laura Dahlmeier               | GER              | 0+1 1+3 0+3 0+1 0+2 0+2 0+2 0+0 | + 35,6           |
| 5                | Jevgenia Pavlova Svetlana Mironova Oeljana Kaisjeva Jekaterina Joerlova-Percht  | RUS              | 0+0 0+2 0+3 0+3 0+1 0+0 0+0 0+3 | + 43,6           |
| 6                | Ivona Fialková Terézia Poliaková Anastasiya Kuzmina Paulína Fialková            | SVK              | 0+0 0+2 0+1 0+1 0+2 0+1 0+2 0+0 | + 53,1           |
| 7                | Kinga Zbylut Monika Hojnisz Magdalena Gwizdoń Kamila Żuk                        | POL              | 0+2 0+3 0+1 0+0 0+0 0+2 0+1 0+0 | + 1.47,1         |
| 8                | Anaïs Chevalier Célia Aymonier Julia Simon Justine Braisaz                      | FRA              | 0+0 0+2 0+0 3+3 0+0 0+0 0+1 0+0 | + 1.57,4         |
| 9                | Susan Dunklee Clare Egan Joanne Reid Emily Dreissigacker                        | USA              | 0+0 0+1 0+0 0+0 0+0 0+1 0+0 2+3 | + 2.22,3         |
| 10               | Lisa Vittozzi Nicole Gontier Alexia Runggaldier Federica Sanfilippo             | ITA              | 0+1 0+2 0+0 0+0 0+0 1+3 0+3 0+0 | + 2.32,9         |

### Gemengde estafette
| Single-Mixed-Relay | Single-Mixed-Relay                                                                    | Single-Mixed-Relay | Single-Mixed-Relay              | Single-Mixed-Relay |
| #                  | Naam                                                                                  | Land               | Straf                           | Tijd               |
| ------------------ | ------------------------------------------------------------------------------------- | ------------------ | ------------------------------- | ------------------ |
| Goud               | Marte Olsbu Røiseland Johannes Thingnes Bø Marte Olsbu Røiseland Johannes Thingnes Bø | NOR                | 0+1 0+1 0+0 0+3 0+0 0+0         | 35.43,2            |
| Zilver             | Dorothea Wierer Lukas Hofer Dorothea Wierer Lukas Hofer                               | ITA                | 0+1 0+0 0+0 0+2 0+0 0+1         | + 13,4             |
| Brons              | Hanna Öberg Sebastian Samuelsson Hanna Öberg Sebastian Samuelsson                     | SWE                | 0+2 0+0 0+1 0+2 0+1 0+0 0+1 0+1 | + 20,0             |
| 4                  | Denise Herrmann Erik Lesser Denise Herrmann Erik Lesser                               | GER                | 0+1 0+2 0+0 0+0 0+1 0+2 0+0 0+0 | + 30,5             |
| 5                  | Anastasiya Merkoesjyna Dmytro Pidroetsjnyi Anastasiya Merkoesjyna Dmytro Pidroetsjnyi | UKR                | 0+0 0+0 0+2 0+3 0+0 0+0         | + 41,5             |
| 6                  | Jevgenia Pavlova Matvej Jelisejev Jevgenia Pavlova Matvej Jelisejev                   | RUS                | 0+0 0+1 0+0 0+3 0+1 0+0 0+0 0+0 | + 52,7             |
| 7                  | Julia Simon Antonin Guigonnat Julia Simon Antonin Guigonnat                           | FRA                | 0+1 0+0 0+3 0+2 0+1 0+2         | + 1.06,5           |
| 8                  | Lisa Theresa Hauser Simon Eder Lisa Theresa Hauser Simon Eder                         | AUT                | 0+0 0+0 0+1 0+0 0+0 0+2         | + 1.08,2           |
| 9                  | Eva Puskarčíková Ondřej Moravec Eva Puskarčíková Ondřej Moravec                       | CZE                | 0+0 0+1 0+0 0+0 0+0 0+3 0+0 0+0 | + 1.34,1           |
| 10                 | Baiba Bendika Andrejs Rastorgujevs Baiba Bendika Andrejs Rastorgujevs                 | LAT                | 0+2 0+2 0+1 0+1 0+0 0+0         | + 2.48,8           |

| 2 x 6 km vrouwen + 2 x 7,5 km mannen | 2 x 6 km vrouwen + 2 x 7,5 km mannen                                                | 2 x 6 km vrouwen + 2 x 7,5 km mannen | 2 x 6 km vrouwen + 2 x 7,5 km mannen | 2 x 6 km vrouwen + 2 x 7,5 km mannen |
| #                                    | Naam                                                                                | Land                                 | Straf                                | Tijd                                 |
| ------------------------------------ | ----------------------------------------------------------------------------------- | ------------------------------------ | ------------------------------------ | ------------------------------------ |
| Goud                                 | Marte Olsbu Røiseland Tiril Eckhoff Johannes Thingnes Bø Vetle Sjåstad Christiansen | NOR                                  | 0+1 0+1 0+2 0+1 0+0 0+2 0+0 0+0      | 1:17.41,4                            |
| Zilver                               | Vanessa Hinz Denise Herrmann Arnd Peiffer Benedikt Doll                             | GER                                  | 0+0 0+2 0+0 0+3 0+1 0+1 0+0 0+2      | + 13,1                               |
| Brons                                | Lisa Vittozzi Dorothea Wierer Lukas Hofer Dominik Windisch                          | ITA                                  | 0+0 0+0 0+2 0+2 0+2 0+3              | + 1.09,6                             |
| 4                                    | Jevgenia Pavlova Jekaterina Joerlova-Percht Dmitri Malysjko Aleksandr Loginov       | RUS                                  | 0+0 0+0 0+0 0+1 0+1 0+3 0+2 0+1      | + 1.32,4                             |
| 5                                    | Linn Persson Hanna Öberg Jesper Nelin Sebastian Samuelsson                          | SWE                                  | 0+0 0+0 0+1 0+0 0+2 0+3 0+1 0+3      | + 1.35,3                             |
| 6                                    | Veronika Vítková Markéta Davidová Ondřej Moravec Michal Krčmář                      | CZE                                  | 0+2 0+0 0+0 0+0 0+1 0+0              | + 1.51,3                             |
| 7                                    | Anastasiya Merkoesjyna Vita Semerenko Artem Pryma Dmytro Pidroetsjnyi               | UKR                                  | 0+0 0+1 0+1 0+3 0+0 0+3 0+2 0+0      | + 2.27,2                             |
| 8                                    | Anaïs Chevalier Julia Simon Simon Desthieux Martin Fourcade                         | FRA                                  | 0+2 0+1 0+3 0+2 0+1 0+3 0+3 0+0      | + 2.41,2                             |
| 9                                    | Magdalena Gwizdoń Kinga Zbylut Grzegorz Guzik Łukasz Szczurek                       | POL                                  | 0+1 0+1 0+0 0+0 0+2 0+0 0+0 0+0      | + 2.48,8                             |
| 10                                   | Venla Lehtonen Kaisa Mäkäräinen Tero Seppälä Olli Hiidensalo                        | FIN                                  | 0+1 0+0 0+0 0+1 0+1 0+1              | + 2.53,2                             |

## Prijzengeld
In onderstaande tabel vindt u de verdeling van het prijzengeld::
| Positie              | Individueel | Estafettes             | Single gemengde estafette |
| -------------------- | ----------- | ---------------------- | ------------------------- |
| 1.                   | € 25.000    | (4 x € 7.000) € 28.000 | (2 x € 7.000) € 14.000    |
| 2.                   | € 19.000    | (4 x € 5.500) € 22.000 | (2 x € 5.500) € 11.000    |
| 3.                   | € 14.000    | (4 x € 4.500) € 18.000 | (2 x € 4.500) € 9.000     |
| 4.                   | € 10.000    | (4 x € 3.500) € 14.000 | (2 x € 3.500) € 7.000     |
| 5.                   | € 8.000     | (4 x € 3.000) € 12.000 | (2 x € 3.000) € 6.000     |
| 6.                   | € 6.000     | (4 x € 2.500) € 10.000 | (2 x € 2.500) € 5.000     |
| 7.                   | € 5.000     | –                      | –                         |
| 8.                   | € 4.000     | –                      | –                         |
| 9.                   | € 3.000     | –                      | –                         |
| 10.                  | € 2.000     | –                      | –                         |
| 11.                  | € 1.500     | –                      | –                         |
| 12.                  | € 1.250     | –                      | –                         |
| 13.                  | € 1.000     | –                      | –                         |
| 14.                  | € 750       | –                      | –                         |
| 15.                  | € 500       | –                      | –                         |
| Totaal per wedstrijd | € 101.000   | € 104.000              | € 52.000                  |
| Totaal WK            | € 808.000   | € 312.000              | € 52.000                  |